# Thionville
Thionville (en alemany Diedenhofen, en luxemburguès Diedennuewen) és un municipi francès situat al departament del Mosel·la i a la regió del Gran Est. L'any 2013 tenia 41.600 habitants.

## Demografia
La població de Thionville va créixer durant la Revolució industrial, però la recessió econòmica dels 70 va afectar notablement a la ciutat i els seus voltants, causant una disminució demogràfica. La població va tornar a créixer en la dècada dels 90 i en el suburbi de Hettange-Gran, a l'est, si bé població de la part occidental de la nova aglomeració està disminuint al voltant de Hayange. L'aglomeració encara perd població, però la disminució s'ha minorat. A causa de la proximitat de Thionville a Luxemburg (15 quilòmetres de la frontera), la població de la ciutat i la seva qualitat de vida han augmentat des de finals dels 90.
| Evolució de la població http://cassini.ehess.fr/cassini/fr/html/fiche.php?select_resultat=37479 Cassini |       |       |       |      |       |       |      |      |
| 1793 | 1800  | 1806  | 1821  | 1831 | 1836  | 1841  | 1846 | 1851 |
| 5 010                                                                                                   | 5 011 | 4 907 | 5 739 | abs. | 5 680 | 5 712 | abs. | abs. |

| 1856 | 1861  | 1866  | 1872  | 1876  | 1881  | 1886  | 1891  | 1896  |
| ---- | ----- | ----- | ----- | ----- | ----- | ----- | ----- | ----- |
| abs. | 7 818 | 7 376 | 7 207 | 7 168 | 7 155 | 8 111 | 8 923 | 9 167 |

| 1901   | 1906   | 1911   | 1921   | 1926   | 1931   | 1936   | 1946   | 1954   |
| ------ | ------ | ------ | ------ | ------ | ------ | ------ | ------ | ------ |
| 10 062 | 11 948 | 11 656 | 13 464 | 13 040 | 17 395 | 18 934 | 17 596 | 23 054 |

| 1962   | 1968   | 1975   | 1982   | 1990   | 1999   | 2006 | 2011 | 2016 |
| ------ | ------ | ------ | ------ | ------ | ------ | ---- | ---- | ---- |
| 31 811 | 37 079 | 43 020 | 40 573 | 39 712 | 40 907 | -    | -    | -    |

| 2019 | - | - | - | - | - | - | - | - |
| ---- | - | - | - | - | - | - | - | - |
| -    | - | - | - | - | - | - | - | - |

| 1936   | 1954    | 1962    | 1968    | 1975    | 1982    | 1990    | 1999    |
| ------ | ------- | ------- | ------- | ------- | ------- | ------- | ------- |
| 83.503 | 106.034 | 136.811 | 149.975 | 152.653 | 137.273 | 132.413 | 130.480 |

## Història

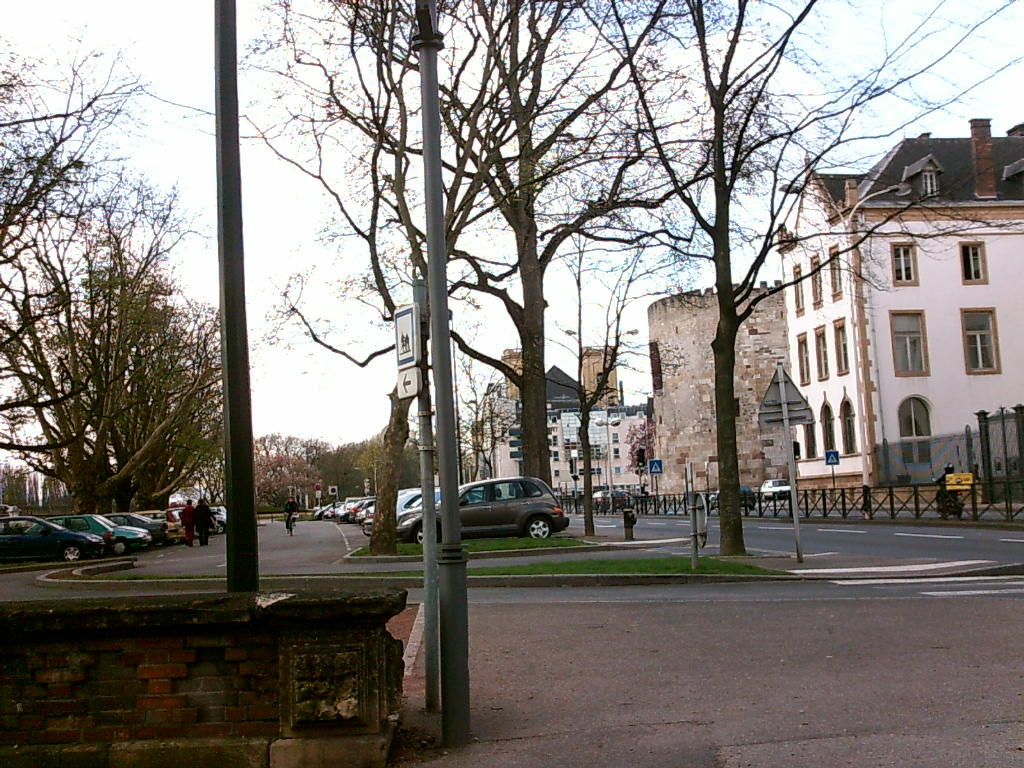
Thionville.

La regió on avui s'ubica Thionville va estar habitada en l'antiguitat per la tribu germànica dels alamans.
La ciutat està lligada a Lluís el Piadós: d'una banda, hi va néixer la seva mare, Hildegarda de Vintzgau, segona esposa de Carlemany, de l'altra, el Sínode de Thionville celebrat el 2 de febrer de 835 el va restituir com a Emperador. S'hi va revocar la seva condemna per diversos crims - cap dels quals va cometre - i es va deposar l'Arquebisbe de Reims, Ebbo. Es componia de 43 bisbes. El 28 de febrer de 835, a Magúncia, Ebbo va admetre que Lluis no havia comès els crims pels quals se l'havia condemnat i havia estat deposat com a Emperador del Sacre Imperi Romanogermànic.
Eskil, arquebisbe de Lund va ser empresonat a Thionville (a instàncies de l'arquebisbe de Bremen?) quan tornava del seu pelegrinatge a Roma, el 1153.
El Setge de Thionville esdevingut al juny de 1639, va ser part de la Guerra dels Trenta Anys.
Del 1871 fins al 1918, Thionville va formar part de l'Imperi Alemany, sota el nom de  Diedenhofen .

## Indústria
- Ferro i planta d'acer
- Planta química
- Fàbrica de ciment

## Monuments i llocs cèlebres
- El Musée de la Tour aux Puces
- L'altar de la Pàtria
- L'església de Sant Maximí
- El campanar
- El castell de Volkrange
- L'ajuntament de Thionville
- Els ponts-rescloses
- El fort de Guentrange, antic conjunt fortificat alemany
- L'Alberg de la Joventut "Salvador Allende"

## Administració
L'alcalde de Thionville és Bertrand Mertz, del Partit Socilista, que va arrabassar l'alcaldia a Jean-Marie Demange, de la UMP, que ostentava el càrrec des 1995.
La ciutat ha crescut molt fusionant-se amb municipis veïns:
- Veymerange, el 1967
- Volkrange-Beuvange-Metzange, el 1969
- Garche (que no és contigu amb la resta del municipi), Kœking i Oeutrange[1] el 1970.

Thionville es divideix en dos cantons, que pertanyen al arrondissement de Thionville-Est. La ciutat també és capital del arrondissement de Thionville-Ouest, encara que no forma part d'ell.
- El cantó de Thionville-Est compte 19.063 habitants;
- El cantó de Thionville-Ouest té 21.844 habitants. Curiosament, s'inclou en el arrondissement de Thionville-Est.

## Personalitats cèlebres
- Johann von Aldringen, general imperial de la Guerra dels Trenta Anys.
- Joseph Bodin de Boismortier, flautista, clavecinista i compositor
- Ernest Bour, director d'orquestra
- Elisabeth Grümmer, cantant
- Nasreddine Kraouche, futbolista
- Johannes Althusius, Filòsof i Teòleg Calvinista, Pare intel·lectual del modern Federalisme
- Henry Anglade (1933), ciclista
- Frédéric Weis (1977), jugador de bàsquet